# Historia del derecho
La historia del derecho se ocupa de la «historia de la formulación, aplicación y comentarios del derecho, y la historia de las instituciones sociales reguladas por él». De esta manera, se integra la historia del mundo del derecho, obtenida de los textos jurídicos, y la historia de las instituciones, bien sean públicas o privadas. La naturaleza propia de la historia del derecho como disciplina hace que haya de situarse entre otras dos ramas del saber, como son la historia y el derecho. La disciplina se imparte mayoritariamente en las facultades de Derecho.

## Historia del derecho como disciplina
Para que haya ciencia hace falta una esfera científica delimitada, y un método científico. Las fuentes histórico-jurídicas, en un principio, harían referencia exclusiva a la ley.. Tal atribución procede de la concepción racionalista asentada en el siglo XVII. No obstante, a lo largo de los dos siglos siguientes, una serie de corrientes científicas europeas incluirían dentro de las fuentes directas a la costumbre, las sentencias judiciales y la doctrina jurídica.

### Especificación material
Existe unanimidad a la hora de precisar con claridad el ámbito material del que se ocupa la historia del derecho. A priori se dice que la norma moral queda excluida. En lo referido a los usos sociales, existe mayor desacuerdo, pese a que la mayor parte de la historiografía jurídica toma su base en la distinción realizada por Ortega y Gasset entre usos sociales "fuertes" y "débiles". 
Por otro lado, también se ha intentado establecer la frontera de la norma jurídica basándose en su coactividad. No obstante, es un planteamiento que no acaba de resolver el problema, pues excluiría de la Historia del derecho a campos jurídicos tan evidentes como el derecho internacional por no existir una fuerza coactiva válida para restablecer la juridicidad. Por otro lado, existen multitud de casos en los que una norma coactiva tiene de ninguna manera carácter jurídico, como por ejemplo la norma que obliga a mantenerse dentro de un canon de belleza, seguramente.
La postura mayoritaria trata de distinguir el campo de actuación de la historia del derecho dentro de las normas cuya violación es perseguida por el grupo social organizado mediante coacción. Otros autores van más allá, y aportan una serie de rasgos que consideran indiciarios para la existencia de materia jurídica. Así, puede considerarse que las consecuencias derivadas de la infracción de la norma que incluyan una "conducta distinta y clara del infractor, modificaciones en el rango jurídico-social o la satisfacción de una pena" son, en principio, norma jurídica.

### Especificación espacial
Tradicionalmente, se ha hecho la distinción entre historia del derecho interna y externa. De esta manera, el objeto habitual de la historia del derecho de cada país suele ser el mundo jurídico de ámbito nacional. No obstante, también se ha pretendido realizar una Historia Universal del Derecho. En este sentido, el primer intento sólido de elaborar una historia supranacional del derecho fue realizado por Heinrich Mitteis en 1891, con su Derecho imperial y popular en las provincias orientales del Imperio romano. Aquí se intentó realizar una historia global del derecho utilizando fuentes romanas, griegas, egipcias, así como en menor cantidad, usando fuentes de pueblos orientales. Pese a ello, cabe señalar que la obra de Mitteis no tendría un carácter plenamente universal, sino que adoptaría una posición intermedia, en la que ampliaba el ámbito geográfico a un nivel supranacional, pero no llegaba a abarcar una Historia global.
Hay que señalar que pese a que en la actualidad la historia del derecho universal y el derecho comparado se hallan diferenciados con claridad, debido a que este último se centra en el análisis de sistemas jurídicos vigentes, hubo un tiempo en que ambas disciplinas se confundían. Así, hemos heredado de la escuela comparativa francesa el término "analogías chocantes" (analogies frappantes), que hacía referencia a situaciones jurídicas similares entre culturas y ordenamientos extremadamente distantes entre sí, tanto cronológica como espacialmente.
Hay que destacar que en la actualidad, el deseo de elaborar una historia universal del derecho plantea los mismos problemas que los proyectos de elaborar una Historia Universal general. Pese a ello, los intentos por elaborar una Historia del Derecho con un carácter cada vez más supranacional se han intensificado en los últimos tiempos. En Europa, por ejemplo, se está avanzando rápidamente gracias, entre otras cosas, a la creación de cátedras de Historia del Derecho europeo comparado, o al esfuerzo realizado por instituciones de gran prestigio, como el "Instituto Max Planck para la Historia Jurídica y la Teoría del Derecho" de Fráncfort, o el Centro di Studi per la Storia del Pensiero Giuridico Moderno de la Universidad de Florencia.

### Especificación cronológica
La periodificación, o agrupación de los diversos hechos históricos por etapas, realizada por los historiadores no puede extrapolarse tal cual al mundo jurídico, debido en parte a las peculiares características que imponen la distinta evolución de los sistemas informativos. De esta manera, dentro de la Historia del derecho, se han delimitado tres métodos de análisis histórico:
- Método histórico o cronológico: Su análisis comienza realizando una separación de los hechos históricos en distintos periodos, y con base en tal división, investiga los diferentes ordenamientos jurídicos.
- Método sistemático: Establece que ha de comenzarse el análisis partiendo de una división de sistemas jurídicos, para posteriormente situar el hecho histórico en la etapa correspondiente.
- Método mixto: Similar al método cronológico, aunque su estudio parte de situar distintas etapas para cada rama del saber jurídico, de manera que no se sitúa plenamente dentro de ninguno de los métodos anteriores, siendo así fruto de un planteamiento sincrético.

#### Clasificación
- Directas:
  - Constitución
  - Tratados
  - Leyes
  - Reglamentos
  - Jurisprudencia
  - Costumbre (requiere efectos jurídicos conocidos).
  - Doctrina jurídica

- Indirectas naturales y gubernamentales
  - Doctrina
  - Derecho Comparado

#### Evolución de las fuentes
Las fuentes histórico-jurídicas, en un principio, harían referencia exclusiva a la ley. Tal atribución procede de la concepción racionalista asentada en el siglo XVII. No obstante, a lo largo de los dos siglos siguientes, una serie de corrientes científicas europeas incluirían dentro de las fuentes directas a la costumbre, las sentencias judiciales y la doctrina jurídica.
La primera de estas corrientes científicas se originaría en el corazón de la tradición jurídica anglosajona del siglo XVIII, con doctores tan importantes como Edmund Burke, quien incluiría conceptos tales como la "costumbre inmemorial" (inmemorial custom). Junto con la inclusión de la costumbre, es también mérito de la escuela anglosajona el haber incluido dentro de las fuentes primarias a la sentencia judicial, ya no solo en el sistema del common law, sino en menor intensidad, en la totalidad de las tradiciones jurídicas occidentales.
Por otro lado, a lo largo del siglo XIX, la Escuela Histórica alemana desarrollará, con Friedrich Karl von Savigny J. Alejandra Ornelas C Gustav von Hugo al frente, un planteamiento nuevo sobre el mundo jurídico. Abogarán por enlazar el mundo jurídico con el "espíritu del pueblo" (Volksgeist), de manera que incluían dentro del análisis histórico a las manifestaciones culturales que pudieran tener relevancia para el derecho. De esta manera, sus planteamientos supondrían la inclusión de una nueva categoría de fuentes históricas indirectas.

## Leyes europeas

### Imperio Romano
El derecho romano estaba fuertemente influenciado por las enseñanzas griegas. Constituye el puente hacia el mundo jurídico moderno, a lo largo de los siglos comprendidos entre el auge y el declive del Imperio romano. El derecho romano, en los días de la república romana y del Empire, era fuertemente procesal y no existía una clase jurídica profesional. En su lugar se elegía a una persona laica, iudex, para juzgar. Los precedentes no se comunicaban, por lo que la jurisprudencia que se desarrollaba quedaba enmascarada y casi no se reconocía. Cada caso debía decidirse de nuevo a partir de las leyes del estado, lo que refleja la (teórica) falta de importancia de las decisiones de los jueces para casos futuros en los sistemas de derecho civil actuales. Durante el siglo VI d. C., en el Imperio Romano de Oriente, el emperador Justiniano codificó y consolidó las leyes que habían existido en Roma, de modo que lo que quedó fue una vigésima parte de la masa de textos legales de antes. Esto se conoció como el Corpus Juris Civilis'. Como escribió un historiador del derecho, "Justiniano miró conscientemente hacia atrás, a la edad de oro del derecho romano, y se propuso restaurarlo a la cima que había alcanzado tres siglos antes".

### Edad Media

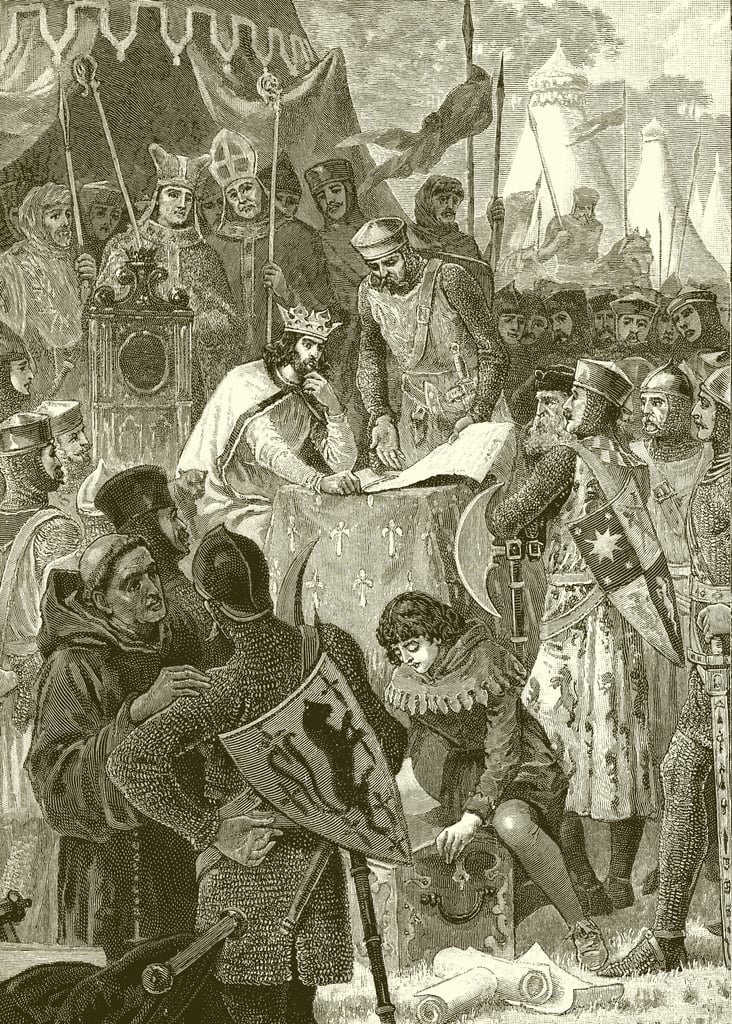
El rey Juan de Inglaterra firma la Carta Magna

Durante el Imperio Bizantino se amplió el Código Justiniano, que permaneció en vigor hasta la caída del Imperio, aunque nunca se introdujo oficialmente en Occidente. En su lugar, tras la caída del Imperio de Occidente y en los antiguos países romanos, las clases dirigentes se basaron en el Código Teodosiano para gobernar a los nativos y en el derecho consuetudinario germánico para los germanos recién llegados -un sistema conocido como derecho popular- hasta que ambas leyes se mezclaron.  Dado que el sistema judicial romano se había venido abajo, las disputas legales se resolvían según la costumbre germánica en asambleas de legisladores eruditos en ceremonias rígidas y en procedimientos orales que se basaban en gran medida en testimonios.
Tras la consolidación de gran parte de Occidente bajo el reinado de Carlomagno, el derecho se centralizó para fortalecer el sistema de tribunales reales y, en consecuencia, la jurisprudencia, y se abolió el derecho popular. Sin embargo, una vez que el reino de Carlomagno se escindió definitivamente, Europa se volvió feudalista, y el derecho no se regía en general por encima del nivel condal, municipal o señorial, creándose así una cultura jurídica muy descentralizada que favoreció el desarrollo del derecho consuetudinario fundado en una jurisprudencia localizada. Sin embargo, en el siglo XI, los cruzados, tras saquear el Imperio bizantino, regresaron con textos jurídicos bizantinos, entre ellos el Código de Justiniano, y los eruditos de la Universidad de Bolonia fueron los primeros en utilizarlos para interpretar sus propias leyes consuetudinarias. Los juristas europeos medievales empezaron a investigar el derecho romano y a utilizar sus conceptos y preparó el camino para la resurrección parcial del derecho romano como derecho civil moderno en gran parte del mundo. Hubo, sin embargo, una gran resistencia, de modo que el derecho civil rivalizó con el derecho consuetudinario durante gran parte de la Baja Edad Media.
Tras la conquista normanda de Inglaterra, que introdujo conceptos jurídicos normandos en la Inglaterra medieval , los poderosos jueces del rey inglés desarrollaron un cuerpo de precedentes que se convirtió en el common law. En particular, Henry II instituyó reformas legales y desarrolló un sistema de tribunales reales administrados por un pequeño número de jueces que vivían en Westminster y viajaban por todo el reino. Enrique II también instituyó la Assize de Clarendon en 1166, que permitió los juicios con jurado y redujo el número de juicios por combate. Luis IX de Francia también emprendió importantes reformas legales e, inspirándose en el procedimiento de los tribunales eclesiásticos, extendió las pruebas del derecho canónico y los sistemas de juicio inquisitorial a los tribunales reales. En 1280 y 1295 se instituyeron medidas por el Tribunal de los Arcos y otras autoridades de Londres para mejorar la conducta de los abogados en los tribunales. Además, los jueces ya no se movían por circuitos quedando fijos en sus jurisdicciones, y los jurados eran nombrados por las partes en la disputa legal en lugar de por el alguacil. Además, en el siglo X, la Ley mercantil, fundada primero en las prácticas comerciales escandinavas, y luego solidificada por la Liga Hanseática, tomó forma para que los mercaderes pudieran comerciar utilizando normas conocidas, en lugar de los muchos tipos fragmentados de leyes locales. Precursor del Derecho mercantil moderno, el Derecho mercantil hacía hincapié en la libertad contractual y la alienabilidad de la propiedad.

### Derecho europeo moderno
Las dos tradiciones principales del derecho europeo moderno son los sistemas jurídicos codificados de la mayor parte de Europa continental y la tradición inglesa basada en la jurisprudencia.
A medida que crecía el nacionalismo en los siglos XVIII y XIX, la lex mercatoria se incorporó al derecho local de los países en virtud de nuevos códigos civiles. De ellos, el Código Napoleónico francés y el Bürgerliches Gesetzbuch alemán se convirtieron en los más influyentes. A diferencia del common law inglés, que consiste en enormes tomos de jurisprudencia, los códigos en libros pequeños son fáciles de exportar y de aplicar por los jueces. Sin embargo, hoy en día hay indicios de que el derecho civil y el common law están convergiendo. El Derecho de la Unión Europea está codificado en tratados, pero se desarrolla a través del precedente establecido por el Tribunal de Justicia de las Comunidades Europeas.